# Secamone fryeri
Secamone fryeri är en oleanderväxtart som beskrevs av William Botting Hemsley. Secamone fryeri ingår i släktet Secamone och familjen oleanderväxter. Inga underarter finns listade i Catalogue of Life.